# Église Notre-Dame de Hédé-Bazouges
L'église Notre-Dame est une église située à Hédé, dans la commune de Hédé-Bazouges, dans le département français d'Ille-et-Vilaine en région Bretagne.
Le monument est inscrit au titre des Monuments historiques par arrêté du 26 octobre 2017.

## Localisation
L'église est située dans le bourg d'Hédé, sur la commune d'Hédé-Bazouges, dans le département d'Ille-et-Vilaine.

## Historique
L’église paroissiale date de la fin du XIe siècle ou du début du XIIe siècle ; elle fut donnée promptement par le duc de Bretagne à l'abbaye Saint-Melaine de Rennes qui en fit un prieuré, et elle resta priorale jusqu'à la Révolution. On ne sait si elle a été paroissiale à l'origine, mais elle n'était au XVIIe siècle et au XVIIIe siècle qu'une trêve de Bazouges-sous-Hédé et fut érigée en paroisse en 1792 seulement. 
En 1864, l'intérieur est totalement remodelé par l'architecte Aristide Tourneux, qui la voûte d'ogives en pierre calcaire et plâtre et remodèle totalement le décor. 
Le clocher est reconstruit entre la fin du XIXe siècle et de début du XXe siècle

## Description
Elle comprend une nef, deux collatéraux, un transept et une abside demi-circulaire. Son pignon ouest présente une porte en plein cintre et à double archivolte percée sous un fronton triangulaire que soutiennent quatre colonnes engagées ; cette porte est surmontée d'une fenêtre romane et flanquée de quatre contreforts plats et de deux fenêtres en meurtrières éclairant les collatéraux. On a placé à l'extérieur de la porte des fonts du XVIe siècle octogonaux et pédiculés en granit et un bénitier analogue ; la partie inférieure des fonts est romane.